# Colpotrochia lineolata
Colpotrochia lineolata är en stekelart som först beskrevs av Brulle 1846.  Colpotrochia lineolata ingår i släktet Colpotrochia och familjen brokparasitsteklar. Inga underarter finns listade i Catalogue of Life.